# Centrumkyrkan, Västerås
Centrumkyrkan var en kyrkolokal i Västerås. Tidigare var församlingens namn Metodistförsamlingen i Västerås, men ändrade 1 januari 2013 namn till Centrumkyrkan i Västerås, då som del av Equmeniakyrkan.
År 2017 gick Centrumkyrkan samman med Ansgarsförsamlingen i Västerås, som drev kyrkan fram till mitten av november 2021. Därefter gjordes lokalerna om till café och drivs idag av Ansgarsförsamlingen under namnet Café Mosaic.

## Historik
Vid mitten av 1950-talet uppförs församlingens nya kyrka på Smedjegatan som invigs den 30 augusti 1958. Ett sommarhem som innehafts vid Notudden säljs vid ungefär samma tid och ett nytt tas i bruk på Björnö.
År 1981 antog församlingen Centrumkyrkan som namnet på kyrkolokalen, med motiveringen att namnet Centrumkyrkan låter säkerligen inte så främmande för gemene man som Metodistkyrkan.